# Список нагород і номінацій Джессіки Ленґ
Джессіка Ленґ — американська акторка театру, кіно і телебачення, чия кар'єра охоплює чотири десятиліття.
Хоча Ленґ дебютувала на великому екрані 1976 року в фільмі «Кінг-Конг», її прорив відбувся шість років потому, коли вона виграла премію «Оскар» за найкращу жіночу роль другого плану за роль у комедії «Тутсі», і одночасно була номінована на нагороду в категорії «Найкраща жіноча роль» за образ Френсіс Фармер у драмі «Френсіс». У другій половині вісімдесятих вона ще тричі була номінована на «Оскар» у категорії «Найкраща жіноча роль» за ролі у фільмах «Село» (1984), «Солодкі мрії» (1985) і «Музична скринька» (1989), і нарешті виграла нагороду 1995 року за роль у мелодрамі «Блакитне небо».
У 2011—2018 роках Ленґ знялася у п'ятьох сезонах телесеріалу-антології «Американська історія жахів», ролі в якому принесли їй дві премії «Еммі», «Золотий глобус», а також Премію Гільдії кіноакторів США.
Через велику кількість нагород, отриманих за свою кар'єру (два «Оскари», три «Еммі», премія «Тоні», п'ять «Золотих глобусів», а також премія Гільдії кіноакторів США), Джессіку Ленґ часто називають однією з найбільш шанованих акторок її покоління.

## Головні нагороди

### Оскар
| Рік  | Категорія                          | Робота           | Результат | Результат |
| ---- | ---------------------------------- | ---------------- | --------- | --------- |
| 1983 | Найкраща жіноча роль               | Френсіс          | Номінація | [ 2 ]     |
| 1983 | Найкраща жіноча роль другого плану | Тутсі            | Перемога  | [ 2 ]     |
| 1985 | Найкраща жіноча роль               | Село             | Номінація | [ 3 ]     |
| 1986 | Найкраща жіноча роль               | Солодкі мрії     | Номінація | [ 4 ]     |
| 1990 | Найкраща жіноча роль               | Музична скринька | Номінація | [ 5 ]     |
| 1995 | Найкраща жіноча роль               | Блакитне небо    | Перемога  | [ 6 ]     |

### БАФТА
| Рік  | Категорія            | Робота | Результат | Результат |
| ---- | -------------------- | ------ | --------- | --------- |
| 1984 | Найкраща жіноча роль | Тутсі  | Номінація |           |

### Золотий глобус
| Рік  | Категорія                                                                | Робота                                  | Результат | Результат            |
| ---- | ------------------------------------------------------------------------ | --------------------------------------- | --------- | -------------------- |
| 1977 | Найкращий акторський дебют у жіночій ролі                                | Кінг-Конг                               | Перемога  | [ 7 ]                |
| 1983 | Найкраща жіноча роль другого плану — кінофільм                           | Тутсі                                   | Перемога  | [ 8 ]                |
| 1983 | Найкраща жіноча роль — драма                                             | Френсіс                                 | Номінація |                      |
| 1985 | Найкраща жіноча роль — драма                                             | Село                                    | Номінація | [ 9 ]                |
| 1990 | Найкраща жіноча роль — драма                                             | Музична скринька                        | Номінація | [ 10 ]               |
| 1992 | Найкраща жіноча роль у мінісеріалі або телефільмі                        | О, піонери!                             | Номінація | [ 11 ]               |
| 1995 | Найкраща жіноча роль — драма                                             | Блакитне небо                           | Перемога  | [ 12 ]               |
| 1996 | Найкраща жіноча роль у мінісеріалі або телефільмі                        | Трамвай «Бажання»                       | Перемога  | [ 13 ]               |
| 1998 | Найкраща жіноча роль — драма                                             | Тисяча акрів                            | Номінація | [ 14 ]               |
| 2004 | Найкраща жіноча роль у мінісеріалі або телефільмі                        | Нормальний                              | Номінація | [ 15 ]               |
| 2010 | Найкраща жіноча роль у мінісеріалі або телефільмі                        | Сірі сади                               | Номінація | [ 16 ]               |
| 2012 | Найкраща жіноча роль другого плану в серіалі, мінісеріалі або телефільмі | Американська історія жаху               | Перемога  | [ 17 ]               |
| 2013 | Найкраща жіноча роль у мінісеріалі або телефільмі                        | Американська історія жаху: Притулок     | Номінація | [ n. 1 ]             |
| 2014 | Найкраща жіноча роль у мінісеріалі або телефільмі                        | Американська історія жаху: Шабаш        | Номінація | [ 19 ]               |
| 2015 | Найкраща жіноча роль у мінісеріалі або телефільмі                        | Американська історія жаху: Шоу виродків | Номінація | [ 20 ]               |
| 2018 | Найкраща жіноча роль у мінісеріалі або телефільмі                        | Ворожнеча: Бетті та Джоан               | Номінація | [ 21 ] [ 22 ] [ 23 ] |
| 2018 | Найкращий мінісеріал або телефільм (як продюсер)                         | Ворожнеча: Бетті та Джоан               | Номінація | [ 21 ] [ 22 ] [ 23 ] |

### Прайм-тайм премія «Еммі»
| Рік  | Категорія                                                       | Робота                                  | Результат | Результат |
| ---- | --------------------------------------------------------------- | --------------------------------------- | --------- | --------- |
| 1996 | Найкраща жіноча роль у мінісеріалі або телефільмі               | Трамвай «Бажання»                       | Номінація | [ 24 ]    |
| 2003 | Найкраща жіноча роль у мінісеріалі або телефільмі               | Нормальний                              | Номінація | [ 25 ]    |
| 2009 | Найкраща жіноча роль у мінісеріалі або телефільмі               | Сірі сади                               | Перемога  | [ 26 ]    |
| 2012 | Найкраща жіноча роль другого плану в мінісеріалі або телефільмі | Американська історія жаху               | Перемога  | [ 27 ]    |
| 2013 | Найкраща жіноча роль у мінісеріалі або телефільмі               | Американська історія жаху: Притулок     | Номінація | [ 28 ]    |
| 2014 | Найкраща жіноча роль у мінісеріалі або телефільмі               | Американська історія жаху: Шабаш        | Перемога  | [ 29 ]    |
| 2015 | Найкраща жіноча роль у мінісеріалі або телефільмі               | Американська історія жаху: Шоу виродків | Номінація | [ 30 ]    |
| 2017 | Найкраща жіноча роль у мінісеріалі або телефільмі               | Ворожнеча: Бетті та Джоан               | Номінація | [ 31 ]    |
| 2017 | Найкращий мінісеріал (як продюсер)                              | Ворожнеча: Бетті та Джоан               | Номінація | [ 32 ]    |
| 2019 | Найкраща запрошена акторка в драматичному телесеріалі           | Американська історія жаху: Апокаліпсис  | Номінація | [ 33 ]    |

### Премія Гільдії кіноакторів США
| Рік  | Категорія                                         | Робота                              | Результат | Результат |
| ---- | ------------------------------------------------- | ----------------------------------- | --------- | --------- |
| 1995 | Найкраща жіноча роль                              | Блакитне небо                       | Номінація | [ 34 ]    |
| 2010 | Найкраща жіноча роль у мінісеріалі або телефільмі | Сірі сади                           | Номінація | [ 35 ]    |
| 2012 | Найкраща жіноча роль у драматичному серіалі       | Американська історія жаху           | Перемога  | [ 36 ]    |
| 2013 | Найкраща жіноча роль у драматичному серіалі       | Американська історія жаху: Притулок | Номінація | [ 37 ]    |
| 2014 | Найкраща жіноча роль у драматичному серіалі       | Американська історія жаху: Шабаш    | Номінація | [ 38 ]    |
| 2018 | Найкраща жіноча роль у мінісеріалі або телефільмі | Ворожнеча: Бетті та Джоан           | Номінація |           |

### Тоні
| Рік  | Категорія                      | Робота                | Результат | Результат |
| ---- | ------------------------------ | --------------------- | --------- | --------- |
| 2016 | Найкраща жіноча роль у виставі | Довгий день йде в ніч | Перемога  |           |
| 2024 | Найкраща жіноча роль у виставі | Пʼєса матері          | Номінація |           |

## Театральні нагороди

### Драма Деск
| Рік  | Категорія                  | Робота                | Результат | Результат |
| ---- | -------------------------- | --------------------- | --------- | --------- |
| 2016 | Найкраща акторка у виставі | Довгий день йде в ніч | Перемога  |           |

### Премія Лоуренса Олів'є
| Рік  | Категорія        | Робота                | Результат | Результат |
| ---- | ---------------- | --------------------- | --------- | --------- |
| 2001 | Найкраща акторка | Довгий день йде в ніч | Номінація |           |

## Інші нагороди

### Бамбі
| Рік  | Категорія                   | Робота                          | Результат | Результат |
| ---- | --------------------------- | ------------------------------- | --------- | --------- |
| 1983 | Найкраща міжнародна акторка | Листоноша завжди дзвонить двічі | Перемога  | [ 39 ]    |
| 1983 | Найкраща міжнародна акторка | Тутсі                           | Перемога  | [ 39 ]    |

### Вибір народу
| Рік  | Категорія                                                    | Робота                                  | Результат | Результат |
| ---- | ------------------------------------------------------------ | --------------------------------------- | --------- | --------- |
| 2015 | Улюблена акторка науково-фантастичного/фантастичного серіалу | Американська історія жаху: Шоу виродків | Номінація | [ 40 ]    |

### Супутник
| Рік  | Категорія                                    | Робота                           | Результат | Результат |
| ---- | -------------------------------------------- | -------------------------------- | --------- | --------- |
| 2000 | Найкраща акторка другого плану – кінофільм   | Тіт – правитель Риму             | Номінація | [ 41 ]    |
| 2004 | Найкраща акторка – мінісеріал або телефільм  | Нормальний                       | Номінація | [ 42 ]    |
| 2009 | Найкраща акторка – мінісеріал або телефільм  | Сірі сади                        | Номінація | [ 43 ]    |
| 2011 | Спеціальна премія – Видатна робота в серіалі | Американська історія жаху        | Перемога  | [ 44 ]    |
| 2014 | Найкраща акторка – мінісеріал або телефільм  | Американська історія жаху: Шабаш | Номінація | [ 45 ]    |
| 2018 | Найкраща акторка – мінісеріал або телефільм  | Ворожнеча: Бетті та Джоан        | Номінація | [ 46 ]    |

### Телевізійний фестиваль в Монте-Карло
| Рік  | Категорія                    | Робота                           | Результат | Результат |
| ---- | ---------------------------- | -------------------------------- | --------- | --------- |
| 2014 | Найкраща акторка мінісеріалу | Американська історія жаху: Шабаш | Номінація |           |

## Нагороди критиків

### Асоціація кінокритиків Лос-Анджелеса
| Рік  | Категорія        | Робота        | Результат   | Результат |
| ---- | ---------------- | ------------- | ----------- | --------- |
| 1982 | Найкраща акторка | Френсіс       | Друге місце | [ 47 ]    |
| 1994 | Найкраща акторка | Блакитне небо | Перемога    |           |

### Асоціація кінокритиків Чикаго
| Рік  | Категорія        | Робота        | Результат | Результат     |
| ---- | ---------------- | ------------- | --------- | ------------- |
| 1995 | Найкраща акторка | Блакитне небо | Номінація | [ 48 ] [ 49 ] |

### Асоціація кінокритиків Юти
| Рік  | Категорія        | Робота        | Результат | Результат |
| ---- | ---------------- | ------------- | --------- | --------- |
| 1994 | Найкраща акторка | Блакитне небо | Перемога  |           |

### Вибір телевізійних критиків
| Рік  | Категорія                                     | Робота                                  | Результат | Результат |
| ---- | --------------------------------------------- | --------------------------------------- | --------- | --------- |
| 2012 | Найкраща акторка в мінісеріалі або телефільмі | Американська історія жаху               | Номінація | [ 50 ]    |
| 2013 | Найкраща акторка в мінісеріалі або телефільмі | Американська історія жаху: Притулок     | Номінація |           |
| 2014 | Найкраща акторка в мінісеріалі або телефільмі | Американська історія жаху: Шабаш        | Перемога  |           |
| 2015 | Найкраща акторка в мінісеріалі або телефільмі | Американська історія жаху: Шоу виродків | Номінація | [ 51 ]    |
| 2018 | Найкраща акторка в мінісеріалі або телефільмі | Ворожнеча: Бетті та Джоан               | Номінація |           |

### Коло кінокритиків Канзасу
| Рік  | Категорія                      | Робота | Результат | Результат |
| ---- | ------------------------------ | ------ | --------- | --------- |
| 1982 | Найкраща акторка другого плану | Тутсі  | Перемога  |           |

### Коло кінокритиків Нью-Йорка
| Рік  | Категорія                      | Робота  | Результат   | Результат |
| ---- | ------------------------------ | ------- | ----------- | --------- |
| 1982 | Найкраща акторка другого плану | Тутсі   | Перемога    | [ 52 ]    |
| 1982 | Найкраща акторка               | Френсіс | Друге місце |           |

### Національна рада кінокритиків США
| Рік  | Категорія        | Робота        | Результат   | Результат |
| ---- | ---------------- | ------------- | ----------- | --------- |
| 1982 | Найкраща акторка | Френсіс       | Друге місце |           |
| 1985 | Найкраща акторка | Солодкі мрії  | Друге місце | [ 53 ]    |
| 1994 | Найкраща акторка | Блакитне небо | Друге місце |           |

### Національна спілка кінокритиків США
| Рік  | Категорія                      | Робота            | Результат   | Результат |
| ---- | ------------------------------ | ----------------- | ----------- | --------- |
| 1983 | Найкраща акторка другого плану | Тутсі             | Перемога    | [ 54 ]    |
| 1983 | Найкраща акторка               | Френсіс           | Друге місце |           |
| 1986 | Найкраща акторка               | Солодкі мрії      | Друге місце |           |
| 1991 | Найкраща акторка               | Чоловіки не йдуть | Номінація   |           |
| 1995 | Найкраща акторка               | Блакитне небо     | Друге місце |           |

### Премія Асоціації телевізійних критиків
| Рік  | Категорія                        | Робота                    | Результат | Результат |
| ---- | -------------------------------- | ------------------------- | --------- | --------- |
| 2012 | Індивідуальні досягнення в драмі | Американська історія жаху | Номінація | [ 55 ]    |
| 2017 | Індивідуальні досягнення в драмі | Ворожнеча: Бетті та Джоан | Номінація | [ 56 ]    |

### Спілка кінокритиків Бостона
| Рік  | Категорія                      | Робота | Результат | Результат |
| ---- | ------------------------------ | ------ | --------- | --------- |
| 1983 | Найкраща акторка другого плану | Тутсі  | Перемога  |           |